# Кріс ле Біган
Кріс ле Біган (англ. Chris le Bihan, 27 травня 1977) — канадський бобслеїст, призер Олімпійських ігор.
Кріс ле Біган займається бобслеєм з 2004. На його рахунку станом на літо 2010 одна перемога на етапах Кубка світу. На Олімпіаді у Ванкувері, ле Біган у складі канадської четвірки виборов бронзову олімпійську медаль.